# Кілкогі
Кілкогі (англ. Kilcogy; ірл. Cill Chóige) — село в Ірландії, знаходиться в графстві Каван (провінція Ольстер) на регіональній трасі R394.